# Anaxagorea pachypetala
Anaxagorea pachypetala är en kirimojaväxtart som först beskrevs av Friedrich Ludwig Diels, och fick sitt nu gällande namn av Robert Elias Fries. Anaxagorea pachypetala ingår i släktet Anaxagorea och familjen kirimojaväxter. Inga underarter finns listade i Catalogue of Life.